# ÷ (エド・シーランのアルバム)
『÷』（ディバイド）は、エド・シーランの3枚目のアルバム。2017年3月3日に世界で同時に発売された。

## 概要
オリジナル・アルバムとしては『X』から3年ぶりのアルバム。
アートワークのコンセプトやジャケットはエド自身が手掛けた。

## 内容
本作はベニー・ブランコとエド・シーラン本人がエグゼクティヴ・プロデューサーを務め、ジョニー・マクデイド、マイク・エリゾンド、スティーブ・マックらもプロデュースとして参加。ロサンゼルス、ロンドン、サフォーク、豪華客船「クイーン・メアリー2」を渡り歩いて録音されたアルバムである。
楽曲は仮に1曲目をラップ曲と決めたら5〜6曲ほどラップ曲を書き、その中で一番いい出来のものをもってくるという手法で制作が行われ、アイデアだけだと250曲以上あり、それを30曲にし、6ヵ月かけて収録曲を絞ったという。

## 記録
イギリスの初週の全英チャートで初登場1位を獲得。英国内における男性ソロ・アーティストの初週セールスでは歴代第1位となった。全英シングル・チャートのトップ20には『÷（ディバイド）』の収録曲全てがランクインした。日本のオリコンチャートのアルバムウィークリーチャートでは初登場5位を記録。

## 収録曲
1. イレイサー / Eraser
2. キャッスル・オン・ザ・ヒル / Castle On The Hill
3. ダイブ / Dive
4. シェイプ・オブ・ユー / Shape Of You
5. パーフェクト / Perfect
6. ゴールウェイ・ガール / Galway Girl
  - ゴールウェイはアイルランド西部の都市名である。北アイルランドのトラッド・バンドであるビオーガのメンバーと共作、共演している[2]。
7. ハピヤー / Happier
8. ニュー・マン / New Man
9. ハーツ・ドント・ブレイク・アラウンド・ヒア / Hearts Don't Break Around Here
10. ホワット・ドゥー・アイ・ノウ / What Do I Know?
11. ハウ・ウッド・ユー・フィール（ピーアン） / How Would You Feel（Paean）
12. スーパーマーケット・フラワーズ / Supermarket Flowers
13. バルセロナ / Barcelona
14. ビビア・ベ・ィエ・ィエ / Bibia Be Ye Ye
15. ナンシー・マリガン / Nancy Mulligan
  - 歌詞にはエド・シーランの祖父と祖母の物語が描かれており、ウェックスフォード、ベルファストなどといったアイルランドの地名も登場する[2]。
16. セーブ・マイセルフ / Save Myself